# Новые Хэнэсены
Новые Хэнэсены, Хэнэсений Ной, Новые Ганасены (рум. Hănăsenii Noi) — село в Леовском районе Молдавии. Является административным центром коммуны Новые Хэнэсены, включающей также село Николаевка.

## География
Село расположено на высоте 40 метров над уровнем моря.

## Население
По данным переписи населения 2004 года, в селе Хэнэсений Ной проживает 1066 человек (538 мужчин, 528 женщин).
Этнический состав села:
| Национальность | Число жителей | Процентный состав |
| -------------- | ------------- | ----------------- |
| молдаване      | 1037          | 97.28             |
| румыны         | 11            | 1.03              |
| русские        | 5             | 0.47              |
| украинцы       | 3             | 0.28              |
| болгары        | 3             | 0.28              |
| гагаузы        | 2             | 0.19              |
| прочие         | 5             | 0.47              |
| Всего          | 1066          | 100%              |